# Stazione Progress
La stazione Progress (in russo Станция Прогресс) era una base antartica sovietica nella Terra della principessa Elisabetta nel Territorio Antartico Australiano.
Localizzata ad una latitudine di 69°23'S e ad una longitudine di 76°24'E venne inaugurata durante la stagione 1985-86 per essere poi chiusa e parzialmente smantellata nel 1989.
Parte delle strutture sono state utilizzate nella costruzione della stazione Progress-2.